# Aleksandr Volkov (lottatore)
Aleksandr Evgen'evič Volkov (in russo Александр Евгеньевич Волков?; Mosca, 24 ottobre 1988) è un lottatore di arti marziali miste russo.

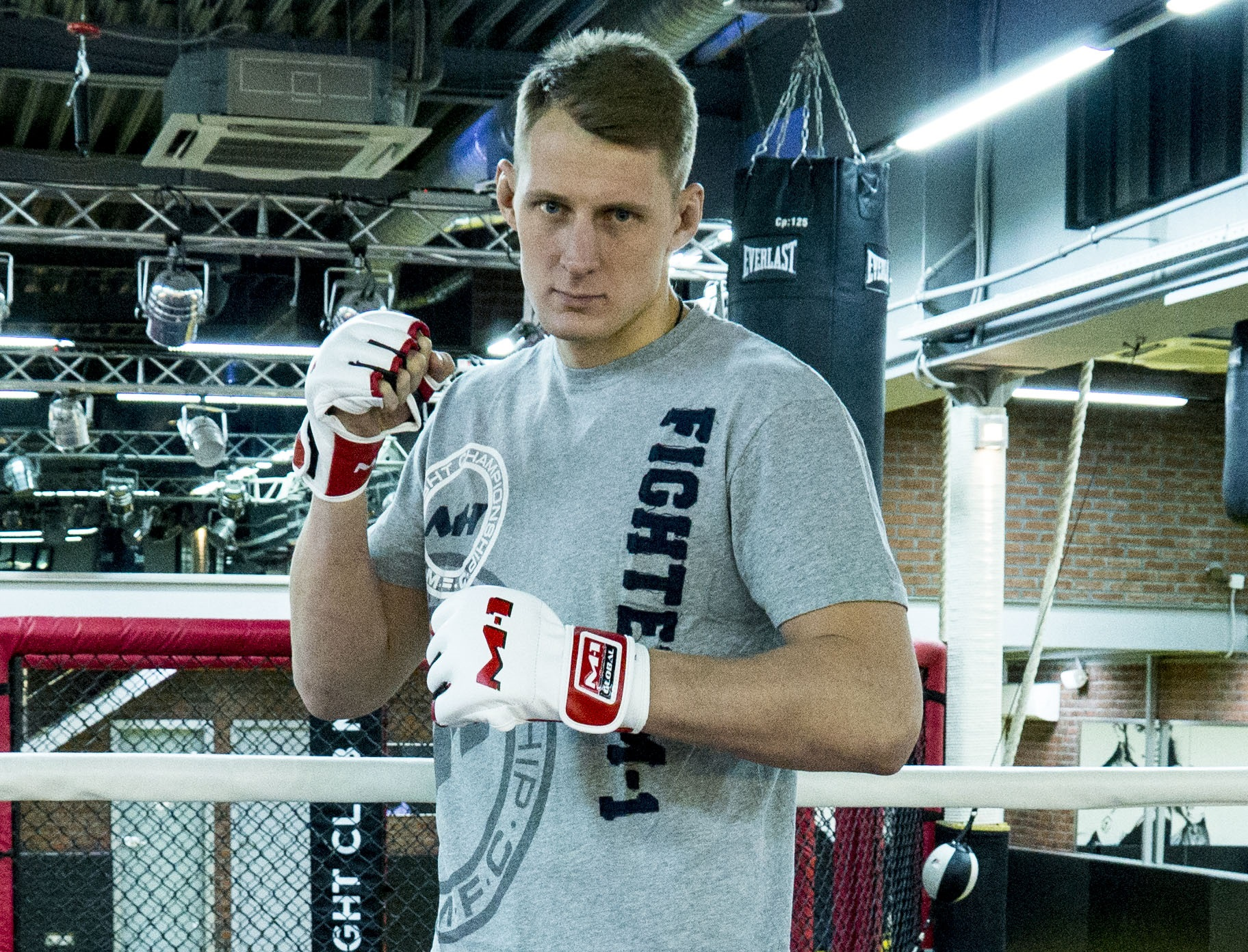

Combatte nella divisione dei pesi massimi per l'organizzazione statunitense UFC. In passato ha militato anche nelle promozioni Bellator MMA e M-1 Global, vincendo in entrambe il titolo di categoria.

## Caratteristiche tecniche
Lottatore dal fisico snello e longilineo, Volkov è un combattente che predilige la lotta in piedi, dove è solito mettere in mostra un ampio bagaglio di combinazioni grazie al suo notevole allungo e a discrete abilità nel Kyokushin, di cui è cintura marrone. Vanta inoltre un buon background nel BJJ, nel quale vanta la cintura marrone.

## Carriera nelle arti marziali miste

### Inizi, M-1 Global e Bellator
Volkov firma il suo primo contratto da lottatore professionista nel 2008 per la federazione russa M-1 Global. Debutta l'anno successivo e nell'arco di tre anni mette insieme un record di 16-3 partecipando anche ai tornei della federazione promossi coinvolgendo tutte le maggiori realtà dell'Europa dell'Est.
Nel 2012 approda negli Stati Uniti, alla Bellator, e al suo terzo incontro vince il titolo dei pesi massimi e il torneo della settima stagione. All'incontro successivo perde il titolo ma si rifarà vincendo poi il torneo della decima stagione nel 2014. In totale mette assieme un record di 7-1.
Nel 2016 ritorna alla M-1 vincendo il titolo dei pesi massimi e difendendolo una volta, prima di firmare per la UFC a settembre.

### Ultimate Fighting Championship
Volkov debutta nella organizzazione di Dana White il 19 novembre all'evento UFC Fight Night 99 vincendo per decisione non unanime contro Timothy Johnson.
Il 15 aprile 2017 affronta il vincitore della decima edizione di The Ultimate Fighter Roy Nelson vincendo per decisione unanime, mentre il 2 settembre mette KO l'olandese Stefan Struve guadagnando il premio KO of the Night.
Il 17 marzo 2018 ottiene la quarta vittoria consecutiva in UFC mettendo KO l'ex campione dei pesi massimi Fabrício Werdum, ottenendo inoltre il premio Performance of the Night. Il 6 ottobre subisce la prima sconfitta in UFC per mano del numero due del ranking Derrick Lewis, che mette a segno un tremendo destro nelle battute finali dell'incontro che era stato dominato dal russo.

## Risultati nelle arti marziali miste
| Risultato | Record | Avversario            | Metodo                               | Evento                                      | Data              | Round | Tempo | Luogo                      | Note                                                                                          |
| --------- | ------ | --------------------- | ------------------------------------ | ------------------------------------------- | ----------------- | ----- | ----- | -------------------------- | --------------------------------------------------------------------------------------------- |
| Vittoria  | 38-10  | Sergei Pavlovich      | Decisione (unanime)                  | UFC on ABC: Whittaker vs. Aliskerov         | 22 giugno 2024    | 3     | 5:00  | Riyadh, Arabia Saudita     |                                                                                               |
| Vittoria  | 37-10  | Tai Tuivasa           | Sottomissione (Ezekiel choke)        | UFC 293                                     | 10 settembre 2023 | 2     | 4:37  | Sydney, Australia          |                                                                                               |
| Vittoria  | 36-10  | Alexander Romanov     | KO tecnico (pugni)                   | UFC Fight Night: Yan vs. Dvalishvili        | 11 marzo 2023     | 1     | 2:16  | Las Vegas, Stati Uniti     |                                                                                               |
| Vittoria  | 35–10  | Jairzinho Rozenstruik | KO Tecnico (pugni)                   | UFC Fight Night: Volkov vs. Rozenstruik     | 4 giugno 2022     | 1     | 2:12  | Las Vegas, Stati Uniti     |                                                                                               |
| Sconfitta | 34–10  | Tom Aspinall          | Sottomissione (straight armbar)      | UFC Fight Night: Volkov vs. Aspinall        | 19 marzo 2022     | 1     | 3:45  | Londra, Regno Unito        |                                                                                               |
| Vittoria  | 34-9   | Marcin Tybura         | Decisione (unanime)                  | UFC 267: Błachowicz vs. Teixeira            | 30 ottobre 2021   | 3     | 5:00  | Abu Dhabi, Emirati Arabi   |                                                                                               |
| Sconfitta | 33-9   | Ciryl Gane            | Decisione (unanime)                  | UFC Fight Night: Gane vs. Volkov            | 26 giugno 2021    | 5     | 5:00  | Las Vegas, Stati Uniti     |                                                                                               |
| Vittoria  | 33-8   | Alistair Overeem      | KO tecnico (pugni)                   | UFC Fight Night: Overeem vs. Volkov         | 6 febbraio 2021   | 2     | 2:06  | Las Vegas, Stati Uniti     | Performance of the Night                                                                      |
| Vittoria  | 32-8   | Walt Harris           | KO tecnico (calcio al corpo e pugni) | UFC 254: Khabib vs. Gaethje                 | 24 ottobre 2020   | 2     | 1:15  | Abu Dhabi, Emirati Arabi   |                                                                                               |
| Sconfitta | 31-8   | Curtis Blaydes        | Decisione (unanime)                  | UFC on ESPN: Blaydes vs. Volkov             | 20 giugno 2020    | 5     | 5:00  | Las Vegas, Stati Uniti     |                                                                                               |
| Vittoria  | 31-7   | Greg Hardy            | Decisione (unanime)                  | UFC Fight Night: Magomedsharipov vs. Kattar | 9 novembre 2019   | 3     | 5:00  | Mosca, Russia              |                                                                                               |
| Sconfitta | 30-7   | Derrick Lewis         | KO (pugni)                           | UFC 229: Khabib vs. McGregor                | 6 ottobre 2018    | 3     | 4:49  | Las Vegas, Stati Uniti     |                                                                                               |
| Vittoria  | 30-6   | Fabrício Werdum       | KO (pugni)                           | UFC Fight Night: Werdum vs. Volkov          | 17 marzo 2018     | 4     | 1:38  | Londra, Inghilterra        | Performance of the Night                                                                      |
| Vittoria  | 29-6   | Stefan Struve         | KO Tecnico (pugni)                   | UFC Fight Night: Volkov vs. Struve          | 2 settembre 2017  | 3     | 3:30  | Rotterdam, Paesi Bassi     | Fight of the Night                                                                            |
| Vittoria  | 28-6   | Roy Nelson            | Decisione (unanime)                  | UFC on Fox: Johnson vs. Reis                | 15 aprile 2017    | 3     | 5:00  | Kansas City, Stati Uniti   |                                                                                               |
| Vittoria  | 27-6   | Timothy Johnson       | Decisione (non unanime)              | UFC Fight Night: Mousasi vs. Hall 2         | 19 novembre 2016  | 3     | 5:00  | Belfast, Irlanda del Nord  | Debutto in UFC                                                                                |
| Vittoria  | 26-6   | Attila Végh           | KO (pugni)                           | M-1 Challenge 68                            | 16 giugno 2016    | 1     | 2:38  | Mosca, Russia              | Difende il titolo Pesi massimi M-1 Global                                                     |
| Vittoria  | 25-6   | Denis Smoldarev       | Sottomissione (triangle choke)       | M-1 Challenge 64                            | 19 febbraio 2016  | 3     | 0:41  | Mosca, Russia              | Vince il titolo Pesi massimi M-1 Global                                                       |
| Sconfitta | 24-6   | Cheick Kongo          | Decisione (unanime)                  | Bellator 139                                | 26 giugno 2015    | 3     | 5:00  | Mulvane, Stati Uniti       |                                                                                               |
| Sconfitta | 24-5   | Tony Johnson          | Decisione (non unanime)              | Bellator 136                                | 10 aprile 2015    | 3     | 5:00  | Irvine, Stati Uniti        |                                                                                               |
| Vittoria  | 24-4   | Aljaksej Kudin        | Decisione (unanime)                  | Union MMA Pro                               | 21 febbraio 2015  | 3     | 5:00  | Krasnodar, Russia          |                                                                                               |
| Vittoria  | 23-4   | Roy Boughton          | KO Tecnico (pugni)                   | Tech-Krep FC: Battle of Heroes              | 12 dicembre 2014  | 1     | 0:40  | San Pietroburgo, Russia    |                                                                                               |
| Vittoria  | 22-4   | Blagoj Ivanov         | Sottomissione (rear-naked choke)     | Bellator 120                                | 17 maggio 2014    | 2     | 1:08  | Southaven, Stati Uniti     | Finale torneo Pesi massimi Bellator 10ª Stagione                                              |
| Vittoria  | 21-4   | Siala-Mou Siliga      | KO (calcio alla testa)               | Bellator 116                                | 11 aprile 2014    | 1     | 2:44  | Temecula, Stati Uniti      | Semifinale torneo Pesi massimi Bellator 10ª Stagione                                          |
| Vittoria  | 20-4   | Mark Holata           | KO Tecnico (calcio alla testa)       | Bellator 111                                | 7 marzo 2014      | 1     | 1:21  | Thackerville, Stati Uniti  | Quarti di finale torneo Pesi massimi Bellator 10ª Stagione                                    |
| Sconfitta | 19-4   | Vitalij Minakov       | KO Tecnico (pugni)                   | Bellator 108                                | 15 novembre 2013  | 1     | 2:57  | Atlantic City, Stati Uniti | Perde il titolo pesi massimi Bellator                                                         |
| Vittoria  | 19-3   | Rich Hale             | Decisione (unanime)                  | Bellator 84                                 | 14 dicembre 2012  | 5     | 5:00  | Hammond, Stati Uniti       | Vince il titolo vacante pesi massimi Bellator.Finale torneo Pesi massimi Bellator 7ª Stagione |
| Vittoria  | 18-3   | Vinicius Queiroz      | KO Tecnico (pugni)                   | Bellator 80                                 | 9 novembre 2012   | 2     | 4:59  | Hollywood, Stati Uniti     | Semifinale torneo Pesi massimi Bellator 7ª Stagione                                           |
| Vittoria  | 17-3   | Brett Rogers          | Decisione (unanime)                  | Bellator 75                                 | 5 ottobre 2012    | 3     | 5:00  | Hammond, Stati Uniti       | Quarti di finale torneo Pesi massimi Bellator 7ª Stagione                                     |
| Vittoria  | 16-3   | Stefan Stanković      | KO Tecnico (pugni)                   | FEFoMP: Mayor Cup 2012                      | 26 maggio 2012    | 1     | 4:27  | Chabarovsk, Russia         |                                                                                               |
| Vittoria  | 15-3   | Ricco Rodriguez       | Decisione (unanime)                  | BF: Baltic Challenge 3                      | 23 febbraio 2012  | 3     | 5:00  | Kaliningrad, Russia        |                                                                                               |
| Vittoria  | 14-3   | Arsen Abdulkerimov    | KO Tecnico (pugni)                   | M-1 Global: Fedor vs. Monson                | 20 novembre 2011  | 1     | 0:26  | Mosca, Russia              |                                                                                               |
| Vittoria  | 13-3   | Bahodir Ibrogimov     | KO Tecnico (pugni)                   | MMA Corona Cup 1                            | 7 ottobre 2011    | 2     | 2:22  | Mosca, Russia              |                                                                                               |
| Vittoria  | 12-3   | Nedjalko Karadžov     | KO Tecnico (pugni)                   | League-70: Russia vs. Brazil                | 5 agosto 2011     | 1     | 2:41  | Soči, Russia               |                                                                                               |
| Vittoria  | 11-3   | Denis Gol'cov         | KO Tecnico (pugni)                   | M-1 Challenge 25: Zavurov vs. Enomoto       | 28 aprile 2011    | 2     | 3:05  | San Pietroburgo, Russia    |                                                                                               |
| Vittoria  | 10-3   | Ruslan Čapko          | KO Tecnico (pugni)                   | Mix Fight Tournament                        | 15 gennaio 2011   | 1     | N/A   | Voronež, Russia            |                                                                                               |
| Sconfitta | 9-3    | Pat Bennett           | Decisione (unanime)                  | M-1 Challenge 22: Narkun vs. Vasilevsky     | 10 dicembre 2010  | 4     | 5:00  | Mosca, Russia              |                                                                                               |
| Vittoria  | 9-2    | Jevhen Babyč          | KO Tecnico (pugni)                   | LM: Tournament 3                            | 18 settembre 2010 | 1     | 2:10  | Lipeck, Russia             |                                                                                               |
| Vittoria  | 8-2    | Ėl'dar Jagudin        | KO Tecnico (pugni)                   | Ratnoe Pole                                 | 7 agosto 2010     | 1     | 4:34  | Rjazan', Russia            |                                                                                               |
| Sconfitta | 7-2    | Maksim Grišin         | Sottomissione (rear-naked choke)     | M-1 Selection 2010: Eastern Europe Finals   | 22 luglio 2010    | 1     | 2:39  | Mosca, Russia              | Finale Torneo Est Europa                                                                      |
| Vittoria  | 7-1    | Oleksandr Romaščenko  | Sottomissione (rear-naked choke)     | M-1 Selection 2010: Eastern Europe Round 3  | 28 maggio 2010    | 1     | 2:59  | Kiev, Ucraina              | Semifinale Torneo Est Europa                                                                  |
| Vittoria  | 6-1    | Vitalij Jalovenko     | KO Tecnico (stop medico)             | M-1 Selection 2010: Eastern Europe Round 2  | 10 aprile 2010    | 2     | 1:05  | Kiev, Ucraina              | Incontro di apertura Torneo Est Europa                                                        |
| Vittoria  | 5-1    | Ibragim Magomedov     | Decisione (unanime)                  | M-1 Challenge 20: 2009 Finals               | 3 dicembre 2009   | 3     | 5:00  | San Pietroburgo, Russia    |                                                                                               |
| Vittoria  | 4-1    | Smbat Zakarjan        | KO Tecnico (pugni)                   | ProFC: Union Nation Cup 3                   | 30 ottobre 2009   | 1     | 4:20  | Rostov sul Don, Russia     |                                                                                               |
| Vittoria  | 3-1    | Abdulhalik Magomedov  | KO Tecnico (pugni)                   | M-1 Challenge: 2009 Selections 8            | 4 ottobre 2009    | 1     | 4:43  | Mosca, Russia              |                                                                                               |
| Sconfitta | 2-1    | Achmed Sultanov       | Sottomissione (armbar)               | M-1 Challenge: 2009 Selections 4            | 24 giugno 2009    | 1     | 2:50  | San Pietroburgo, Russia    |                                                                                               |
| Vittoria  | 2-0    | Adam Alichanov        | KO Tecnico (pugni)                   | M-1 Challenge: 2009 Selections 3            | 28 maggio 2009    | 1     | 0:20  | San Pietroburgo, Russia    |                                                                                               |
| Vittoria  | 1-0    | Nikolaj Plešakov      | KO Tecnico (pugni)                   | M-1 Challenge: 2009 Selections 2            | 19 aprile 2009    | 1     | 1:20  | San Pietroburgo, Russia    |                                                                                               |